# Джазовий фестиваль у Монтре
Джазовий фестиваль у Монтре (англ. Montreux Jazz Festival) проходить з 1967 року і є одним з найбільших джазових фестивалів у світі. 
У 1970-х організатори почали включати до його програми не тільки класичних джазових музикантів, а з вісімдесятих років у Швейцарію стали з'їжджатися зірки рок-і навіть поп-музики. Щороку на фестиваль у Монтре приїжджають не менше 250 тисяч осіб. Квитки на багато концертів повністю розкуповуються задовго до його відкриття.
Ініціатор і засновник фестивалю — Клод Нобс.